# Guettarda parallelineura
Guettarda parallelineura är en måreväxtart som beskrevs av André Guillaumin. Guettarda parallelineura ingår i släktet Guettarda och familjen måreväxter.
Artens utbredningsområde är Vanuatu. Inga underarter finns listade i Catalogue of Life.